# Tillandsia tillii
Tillandsia tillii är en gräsväxtart som beskrevs av Renate Ehlers. Tillandsia tillii ingår i släktet Tillandsia och familjen Bromeliaceae. Inga underarter finns listade i Catalogue of Life.